# قلنسوي كاليفورني
قلنسوي كاليفورني (الاسم العلمي: Mycena californiensis) هو نوع من الفطريات يتبع جنس القلنسوي من الفصيلة القلنسوية.